# ميتش هاربر
ميتش هاربر (بالإنجليزية: Mitch Harper)‏ هو محامي وسياسي أمريكي، ولد في 1956 في فورت واين في الولايات المتحدة. حزبياً، نشط في الحزب الجمهوري. وقد انتخب عضو مجلس نواب إنديانا.

## وصلات خارجية
- الموقع الرسمي